# Lyon Roller Hockey
Modèle:Infobox Équipe de Roller Hockey
Le Lyon Roller Hockey est un club de roller in line hockey fondé en 1997.

## Historique
En 1995, le Club de Hockey sur glace lyonnais (CPL) a créé une section Roller In Line Hockey, et 3 équipes firent leurs débuts en Championnat de France. Cette section disposait d’un effectif de 37 joueurs et d’un entraîneur. Les résultats sportifs ne tardèrent pas à se concrétiser : 7 années consécutives en finale du championnat de France. Il fallut, en 1997, séparer la section glace de la section Roller. Lyon Roller Hockey voyait le jour. Durant ces dernières années, le club s’est fortement développé tant au niveau des effectifs qu’au niveau des infrastructures et du challenge sportif.
Le club, agréé Jeunesse et Sport, est aujourd’hui l’un des plus importants de France. Club moteur dans la région, recherchant à développer les pratiques au rythme des demandes des licenciés. Les enseignements sont structurés, progressifs et encadrés.
Lyon Roller Hockey est la section roller hockey de l’association sportive Lyon Roller Métropole.
Le club est aujourd'hui engagé en Nationale 2, Nationale 4, et en Régionale AURA. Dans les catégories jeunesses, le club est engagé dans les catégories U20, U17, U15, U13 et U11.

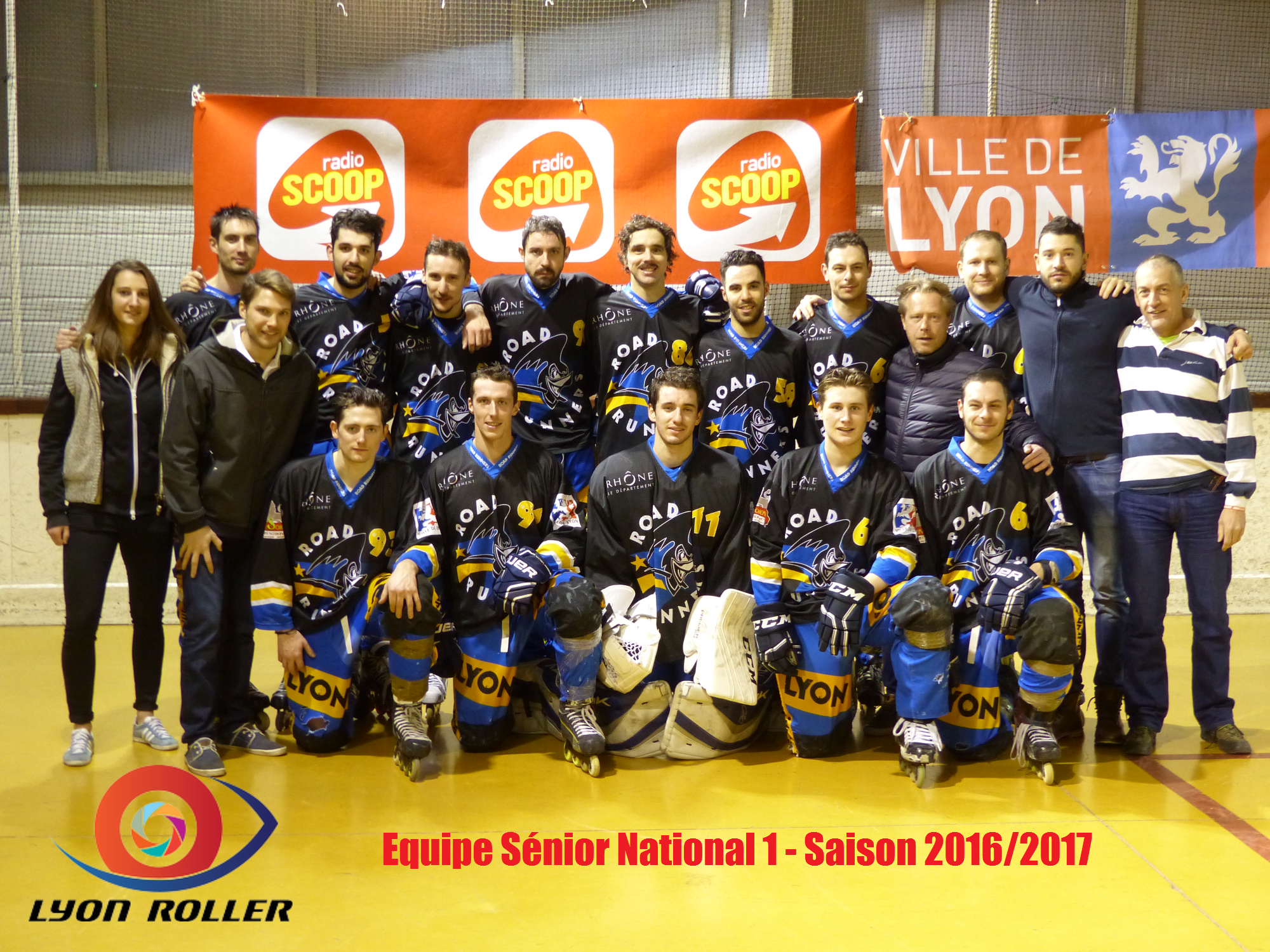
Equipe N1 2016/2017

## Palmarès

### Hockey Majeur
- Senior HommesÉquipe N1 2009/2010

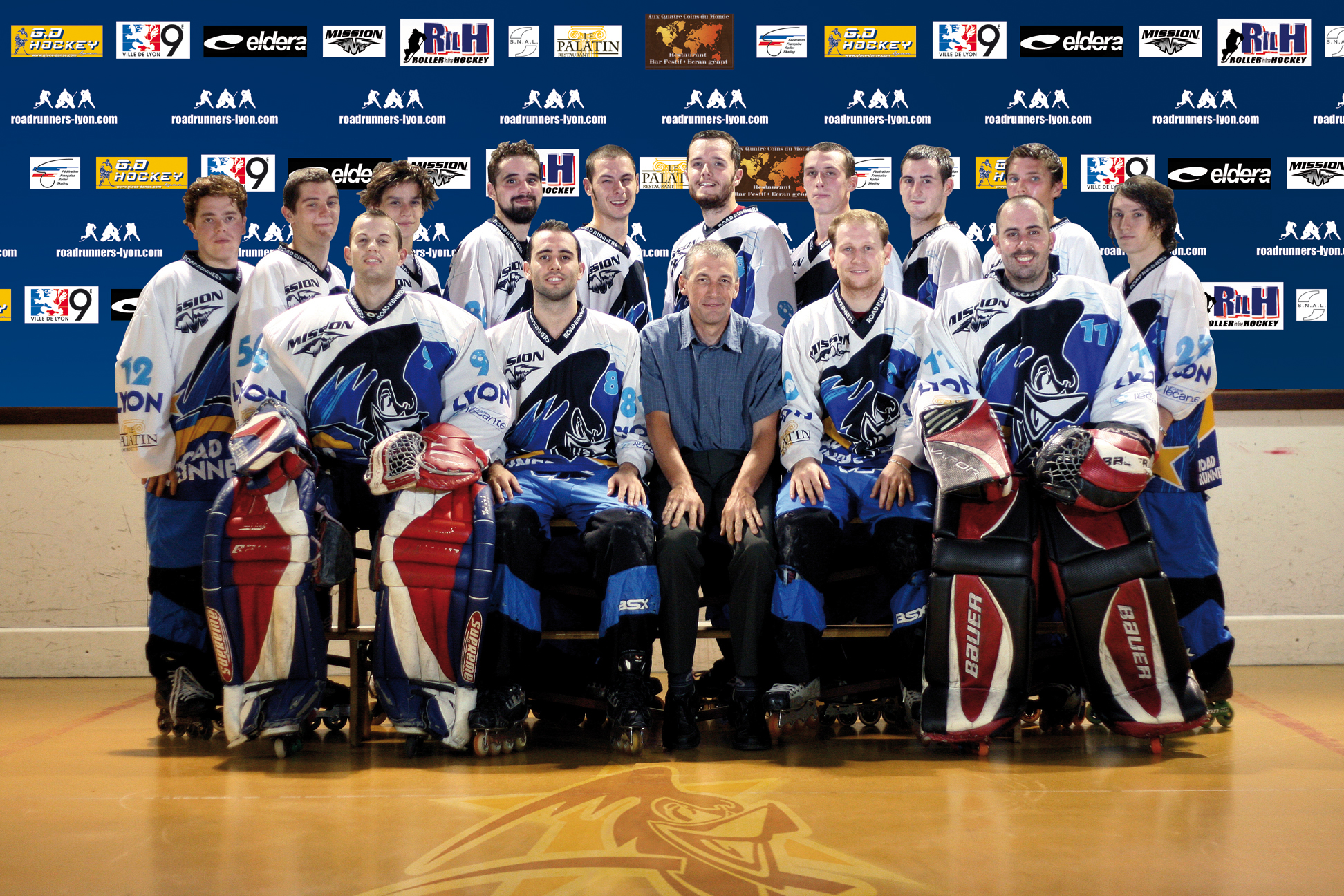
Équipe N1 2009/2010

  - Championnat de France N1 (ex N2 avant création de la Ligue Elite en 2007/2008):
    - Vice-Champion de France (2001/2002)
    - 3e (2002/2003; 2003/04)

  - Championnat de France N2
    - Vice-Champion de France (2008/2009)

  - Championnat de France N3
    - Vice-Champion de France (2017/2018)

  - Coupe de France
    - 1/2 finaliste Coupe de France (2008/2009)

- Senior Femmes
  - Championne de France (2017/2018)
  - Vice-Championne de France (2000/2001; 2001/2002 ; 2015/2016)
  - Finaliste Coupe de France (2016/2017)

### Hockey Mineur
- Championnat de France Catégorie U15:
  - Vainqueur (2018/2019)

- Catégorie Benjamins: 
  - 3e (2003/2004)

- Catégorie Minimes: 
  - Champion de France (2005/2006)
  - Demi-finaliste (2007/2008)

- Catégorie Cadets: 
  - Vice-Champion de France (1998/1999; 1999/2000; 2007/2008)
  - 3e (2000/2001)
  - Demi-finaliste (2006/2007)

- Catégorie Juniors:
  - 3e (1998/1999; 2001/2002)
  - Finaliste - 4e (2002/2003; 2003/2004)
  - Demi-finaliste (2000/2001; 2008/2009)

- Tournoi National de Paris Poussins:
  - Vainqueur (2016/2017)

- Tournoi National Sud Poussins:
  - Vainqueur (2016/2017)

## Joueurs du club sélectionnés en Équipes de France
- Jean-Philippe ABELA (1983; Gardien de But - Équipe de France Senior et Espoir)
- Pierre BOURGUIGNON (1983; Attaquant - Équipe de France Espoir)
- Michael DEAL (1984; Défenseur - Équipe de France Espoir)
- Sylvain DI GENOVA (1981; Attaquant - Équipe de France Espoir)
- Alain GONON (1981; Attaquant - Équipe de France Espoir)
- Armand RAYNAUD (1983; Défenseur- Équipe de France Espoir)
- Clément GINIER (Gardien de But - Équipe de France Junior)
- Marion DALZOTTO ( Attaquant - Équipe de France Féminine)